# Balduin VII. Flanderský

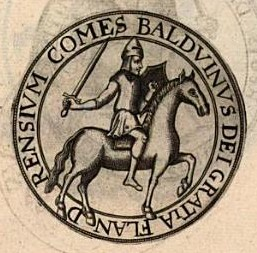
Pečeť Balduina VII.

Balduin VII. Flanderský (nizozemsky Boudewijn VII van Vlaanderen, francouzsky  Baudouin VII de Flandre; 1093 — 17. června 1119) byl hrabě flanderský v letech 1111–1119.

## Život
Narodil se jako syn flanderského hraběte a hrdiny první křížové výpravy Roberta II. Flanderského a jeho manželky Klemencie Burgundské. Jeho strýcem z matčiny strany byl papež Kalixt II. Po smrti svého otce v bitvě u Meaux v říjnu 1111 se stal flanderským hrabětem. Jako vládce několika flanderských měst, v nichž se pravidelně konaly trhy, se proslavil represemi proti loupežným rytířům. Podle kronikáře Heřmana z Tournai nechal Balduin jednoho z nich exemplárně uvařit v kotli uprostřed trhu v Bruggách a dalších deset dal pověsit na trhu v Thouroutu.
Již roku 1105 se jako dvanáctiletý oženil s asi devítiletou Hawise, dcerou bretaňského vévody Alana IV. Manželství pravděpodobně nikdy nebylo naplněno a v roce 1110 bylo rozvedeno. Zemřel v bitvě, když bojoval na straně francouzského krále Ludvíka VI. proti anglickému králi Jindřichovi I. Před smrtí určil za svého nástupce svého bratrance a společníka z mládí Karla I., syna dánského krále Knuta.